# 1955 a sportban
1955 főbb sporteseményei a következők voltak:
- Juan Manuel Fangio harmadszor nyeri meg a Formula–1-es világbajnokságot.
- Kosárlabda Európa-bajnokság Budapesten. A magyar férfi csapat bajnoki címet nyer.

## Születések
- ? – Iñaki Vicente, Fülöp-szigeteki válogatott labdarúgó († 2020)
- január 3. – Michel Salesse, olimpiai és világbajnok francia párbajtőrvívó, edző
- január 8.
  - Pedro Gamarro, venezuelai ökölvívó († 2019)
  - Szpírosz Livathinósz, görög válogatott labdarúgó, edző
- január 11. – Marcela Păunescu, román szertornász, olimpikon
- január 18. – Nyilasi Tibor, magyar válogatott labdarúgó, edző
- január 31. – Virginia Ruzici, román teniszező
- február 2. – Jim Blyth, skót válogatott labdarúgókapus
- február 14. – Tagucsi Micuhisza, japán válogatott labdarúgó († 2019)
- február 24. – Alain Prost, francia autóversenyző, Formula–1-es világbajnok
- február 25. – Hubert Baumgartner, osztrák válogatott labdarúgó, kapus, edző
- február 28. – Gudrun Wegner, világbajnok NDK-s úszónő († 2005)
- március 9. – Teo Fabi, Formula–1-es olasz autóversenyző
- március 14. – Daniel Bertoni, világbajnok argentin válogatott labdarúgó
- március 28. – Pavel Cebanu, moldáv labdarúgó
- április 1. – Paula Ioan, román szertornász, olimpikon
- április 13. – Safet Sušić, jugoszláv és bosnyák válogatott labdarúgó, bosnyák válogatott szövetségi kapitány
- április 14. – Schneider Attila, sakkozó, nemzetközi mester, kétszeres magyar bajnok († 2003)
- április 17. – Benjamín Moreno, spanyol labdarúgó († 2020)
- április 19. – Regőczy Krisztina, világbajnok műkorcsolyázó
- április 25. – Américo Gallego, argentin labdarúgóedző, világbajnok válogatott labdarúgó
- április 30. – Marian Sypniewski, világbajnok, olimpiai bronzérmes lengyel tőrvívó
- május 25. – Zdravko Zovko, jugoszláv válogatott, horvát kézilabdázó, edző
- május 31. – Larry Owen, amerikai baseballjátékos († 2018)
- június 12. – Guy Lacombe, olimpiai bajnok francia labdarúgó, edző
- június 13. – Cornel Georgescu, román labdarúgó és edző († 2020)
- június 18. – Szabó László, magyar tájfutó († 2024)
- június 23. – Jean Tigana, Európa-bajnok francia válogatott labdarúgó
- június 28. – Heribert Weber, osztrák válogatott labdarúgó, hátvéd, edző
- július 1. – Vladimir Petrović, jugoszláv válogatott szerb labdarúgó, edző
- július 3. – Matt Keough, amerikai baseballjátékos († 2020)
- július 8. – Steve Coppell, angol válogatott labdarúgó, edző
- július 11. – Titouan Lamazou, francia festő, író és tengerész, az első 1989–1990-es Vendée Globe vitorlásverseny győztese
- július 16. – Ivan Bilský, csehszlovák válogatott szlovák labdarúgó, középpályás († 2016)
- augusztus 1. – Paul Shrubb, angol labdarúgó, edző és játékosmegfigyelő († 2020)
- augusztus 7. – Mario Viens, kanadai jégkorongozó
- augusztus 8. – Herbert Prohaska, osztrák labdarúgó, edző, szövetségi kapitány
- szeptember 1. – Gerhard Strack, nyugatnémet válogatott német labdarúgó, hátvéd († 2020)
- szeptember 5. – Winona Littleheart, amerikai pankrátor († 2020)
- szeptember 7. – Gert Brauer, keletnémet válogatott német labdarúgó, hátvéd († 2018)
- szeptember 15. – Ádám László, magyar labdarúgó
- szeptember 21. – Szabó László, világbajnoki ezüstérmes magyar kézilabdázó († 2017)
- szeptember 27. – Richard Bucher, svájci válogatott jégkorongozó, olimpikon († 2012)
- október 3. – José Daniel Valencia, világbajnok argentin válogatott labdarúgó
- október 21. – Lépold Endre, magyar atléta, rövidtávfutó, edző, olimpikon († 2020)
- november 13. – Stanisław Terlecki, lengyel válogatott labdarúgó, középpályás, csatár († 2017)
- november 23. – Konsztandínosz Kúisz, görög válogatott labdarúgó
- november 27. – Jan Berger, olimpiai bajnok csehszlovák válogatott cseh labdarúgó
- december 3. – Alberto Tarantini, világbajnok argentin válogatott labdarúgó
- december 14. – Roland Brückner, német (NDK) olimpiai bajnok tornász
- december 16. – Karel Kolář, Európa-bajnok cseh atléta, futó († 2017)

## Halálozások
- január 9. – Gérard Simond, francia jégkorongozó, olimpikon (* 1904)
- január 13. – Bill Dinneen, World Series bajnok amerikai baseballjátékos (* 1876)
- január 16. – Asbjørn Halvorsen, norvég válogatott labdarúgó, edző (* 1955)
- január 21. – Archie Hahn, olimpiai bajnok amerikai atléta (* 1880)
- február 7. – Rikard Nordstrøm, olimpiai bronzérmes dán tornász (* 1893)
- február 9. – Eddie Hearne, amerikai autóversenyző (* 1887)
- február 14. – George Buckley, olimpiai bajnok brit krikettjátékos (* 1875)
- február 18. – Charles Crupelandt, francia országúti-kerékpáros (* 1886)
- február 28. – Josiah Ritchie, olimpiai bajnok brit teniszező (* 1870)
- március 6. – Karl Kirk, olimpiai ezüstérmes dán tornász (* 1890)
- március 13. – Giuseppe Domenichelli, olimpiai bajnok olasz tornász (* 1887)
- március 19. – Edouard Filliol, svájci jégkorongozó, olimpikon (* 1895)
- április 4. – Wilhelm Dörr, az 1906-os nem hivatalos olimpiai játékokon aranyérmet nyert német kötélhúzó (* 1881)
- április 15. – Bert McCaffrey, olimpiai bajnok, Stanley-kupa-győztes kanadai jégkorongozó (* 1893)
- április 18. – Johan Jarlén, olimpiai bajnok svéd tornász (* 1880)
- május 3. – Léon Vandermeiren, olimpiai bajnok belga válogatott labdarúgó (* 1896)
- május 15. – Aksel Sørensen, olimpiai ezüstérmes dán tornász (* 1891)
- május 24. – Paul Durin, olimpiai bronzérmes francia tornász (* 1890)
- május 26. – Alberto Ascari, Formula–1-es világbajnok olasz autóversenyző (* 1918)
- május 30. – Bill Vukovich, indianapolisi 500-as győztes amerikai autóversenyző (* 1918)
- június 6. – Isaac Thomas Thornycroft, olimpiai bajnok motorcsónak versenyző (* 1881)
- június 13. – Kristian Hansen, olimpiai ezüstérmes dán tornász (* 1895)
- július 1. – Bill Horr, amerikai olimpiai ezüstérmes és bronzérmes diszkoszvető, atléta, kötélhúzó, amerikai focista (* 1880)
- július 19. előtt – Dobó Gyula, magyar válogatott labdarúgó, csatár (* 1891)
- augusztus 11. – Bert Freeman, angol válogatott labdarúgó (* 1885)
- augusztus 12. – Miroslav Fleischmann, Európa-bajnok csehszlovák jégkorongozó, olimpikon (* 1886)
- augusztus 26. – Sol White, amerikai baseballjátékos, National Baseball Hall of Fame and Museum ta g(* 1868)
- szeptember 8. – Richard Verderber, olimpiai ezüstérmes osztrák tőr- és kardvívó, katonatiszt (* 1884)
- szeptember 10. – Shano Collins, World Series bajnok amerikai baseballjátékos (* 1884)
- október 13. – Fred Lear, amerikai baseballjátékos (* 1894)
- november 4. – Cy Young, World Series bajnok amerikai baseballjátékos és menedzser, National Baseball Hall of Fame and Museum tag (* 1866)
- november 12. – Hajós Alfréd, magyar építészmérnök, gyorsúszó, labdarúgó, labdarúgó-játékvezető, újságíró, a magyar labdarúgó-válogatott szövetségi kapitánya, az első magyar olimpiai bajnok (* 1878)
- november 22. – Danny Murphy, World Series bajnok amerikai baseballjátékos (* 1876)
- november 26. – Duronelly László, vívómester, a magyar párbajtőrvívás egyik úttörője (* 1907)
- december 6.
  - Georges Johin, francia olimpiai bajnok és ezüstérmes croquetjátékos (* 1877)
  - Honus Wagner, World Series bajnok amerikai baseballjátékos, National Baseball Hall of Fame and Museum tag (* 1874)
- december 27. – Lord Byron, amerikai baseball-játékvezető (* 1872)